# Büyükkayapa, Mucur
Büyükkayapa là một xã thuộc huyện Mucur, tỉnh Kırşehir, Thổ Nhĩ Kỳ. Dân số thời điểm năm 2010 là 170 người.